# Little Jimmy

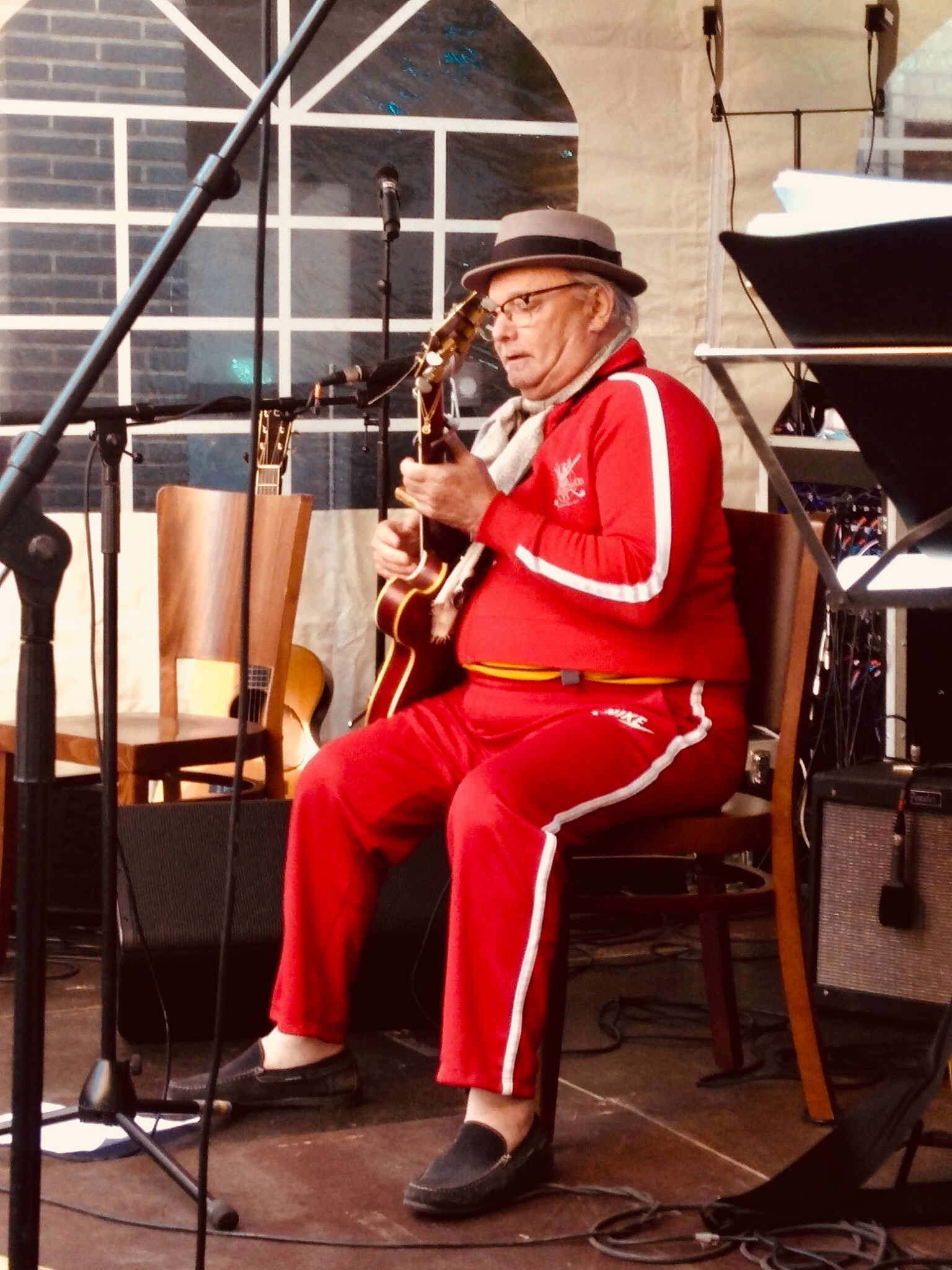
Little Jimmy

Marc Claeys', beter gekend onder zijn artiestennaam Little Jimmy en later Don Croissant (Ledeberg, 8 november 1944 – Machelen (Vlaams-Brabant), 5 januari 2020), was een Belgisch muzikant die volgens Knack mede aan de wieg stond van de belpop. Hij speelde in het voorprogramma van The Rolling Stones in 1966.

## Biografie
Claeys was een bakkerszoon uit Ledeberg. Op veertienjarige leeftijd werd hij lid van de plaatselijke harmonie, waarin hij trompet speelde. In het begin van de jaren 60 richtte hij de groep Little Jimmy and The Robots op. In navolging van Chuck Berry en Little Richard speelden zij rock-'n-roll. Na een optreden in Blankenberge in 1963 zagen zij The Sharks aan het werk, een Nederlandse rock-'n-rollband met Indonesisch/Surinaamse roots uit Oost-Souburg, die in 1963 de tweede prijs won op de Gouden Micro in Maldegem. Het klikte meteen wat kort daarna resulteerde in de nieuwe groepsnaam Little Jimmy & The Sharks. Met eigen rock-'n-roll nummers verwierven ze snel een goede live-reputatie wat hen uitnodigingen opleverde voor het voorprogramma van groepen als The Who (Woluwe), The Kinks, Led Zeppelin (Parijs) en Small Faces. 
Op 27 maart 1966 speelden Little Jimmy & The Sharks in het voorprogramma van The Rolling Stones in het Sportpaleis van Schaarbeek naast Peter Welch & The Jets, The Jumpers en Ronnie Bird. Het zou het hoogtepunt worden uit hun carrière. In 1973, na een optreden van The Rolling Stones in het Sportpaleis van Antwerpen zou Marc Claeys Keith Richards nog eens ontmoeten.
Toen het concept van het voorprogramma langzaam verdween werd hij behanger. In de jaren 80 kwam hij Chris Whitley tegen en samen reisden ze naar New York om op te treden. Doordat Whitley terugkeerde kon Claeys er zonder Green Card niet aan de bak komen. Terug in België opende hij in 1985 een restaurant. Na een avondje stappen met Roland en Jean Blaute startte hij met de groep China James & The Yellow Doll. Bij het overlijden van zijn vrouw ging hij op een woonboot op het kanaal Brussel-Vilvoorde  wonen. Na contact met theatermaker Jan Lauwers trad Claeys vanaf 1994 weer op onder de naam Don Croissant.  
Marc Claeys overleed onverwacht in de vooravond van 5 januari 2020 in zijn woonplaats Machelen (Vlaams-Brabant).

## Discografie
- Love At First Sight/All I Need (1966), LITTLE JIMMY AND THE SHARKS
- My World's Beginning/You Ain't Got The Feeling (1969) THE NEW INSPIRATION
- Roll Suzy Roll/Teach Me To Lie (1972), LITTLE JIMMY & THE ROCK&ROLL HIGH SCHOOL
- Live At The Club (1996), Don Croissant
- Loaded With Extras (1998), Don Croissant
- Boogie With The Bluestiger (2000), Don Croissant
- Tiger Tapes (2002), Don Croissant
- Tiger Tapes (2015), Don Croissant, heruitgave op vinyl, limited edition 300 stuk, Label; Sing My Title, Catalog n°; SMT-002
- Blues Rebel (2019), Little Jimmy, CD en vinyl, label; Sing My Title, Catalog n°; SMT-012